# Neocatolaccus gahani
Neocatolaccus gahani is een vliesvleugelig insect uit de familie Pteromalidae. De wetenschappelijke naam is voor het eerst geldig gepubliceerd in 1938 door Costa Lima.